# Ramsay MacMullen
Ramsay MacMullen (Nueva York, 3 de marzo de 1928 – New Haven, 28 de noviembre de 2022) fue un historiador, profesor universitario y romanista estadounidense. Profesor emérito de historia en la Universidad Yale, donde enseñó desde 1967 hasta su jubilación en 1993, como profesor de Dunham de historia y estudios clásicos. Sus intereses académicos se centran en la historia social de Roma y el reemplazo del paganismo por el cristianismo. 

## Biografía
Ramsay MacMullen nació el 3 de marzo de 1928 en Nueva York, Estados Unidos. Entre 1942 y 1946 estudió en la Phillips Exeter Academy, y luego, en la Universidad Harvard, en donde obtuvo su bachillerato (1950), maestría (1953) y doctorado (1957). También estudió en la Universidad de Saint Andrews, de Escocia.
Fue profesor asistente en la Universidad de Oregón (1956-1961), profesor asociado en la Universidad Brandeis (1961-1967), y profesor titular de historia y estudios clásicos de la Universidad Yale (1967-1993).

## Publicaciones
- Roman Social Relations, 50 a. C. a 284 d. C. (1974)
- Paganism in the Roman Empire (1984)
- Christianizing the Roman Empire: AD 100-400 (1984) ISBN 0-300-03216-1
- Soldier and Civilian in the Later Roman Empire (1963)
- Enemies of the Roman Order: Treason, Unrest and Alienation in the Empire (1966) ISBN 0-674-25400-7
- Corruption and the Decline of Rome. (1988) ISBN 0-300-04799-1
- Christianity and Paganism in the Fourth to Eighth Centuries (1997) ISBN 0-300-08077-8
- Romanization in the Time of Augustus (2000) ISBN 0-300-08254-1
- Voting About God in Early Church Councils (2006) ISBN 0-300-11596-2
- The Second Church: Popular Christianity A.D. 200-400 (2009)
- Constantine (1970)
- Feelings in History, Ancient and Modern (2003) ISBN 1-930053-25-8
- (Con Kurt A. Raaflaub, Allen M. Ward, Stanley Mayer Burstein, Carol G. Thomas) Ancient History: Recent Work and New Directions
- Changes in the Roman Empire: Essays in the Ordinary (1990)
- Roman Government's Response to Crisis, A.D. 235-337 (1976)
- The Earliest Romans: A Character Sketch (2011) ISBN 9780472117987